# Narboneta (kommunhuvudort)
Narboneta är en kommunhuvudort i Spanien.   Den ligger i provinsen Provincia de Cuenca och regionen Kastilien-La Mancha, i den centrala delen av landet, 200 km öster om huvudstaden Madrid. Narboneta ligger 871 meter över havet och antalet invånare är 101.
Terrängen runt Narboneta är huvudsakligen kuperad, men åt nordost är den platt. Runt Narboneta är det mycket glesbefolkat, med 5 invånare per kvadratkilometer. Närmaste större samhälle är Mira, 4,7 km sydost om Narboneta. 